# Roßendorf

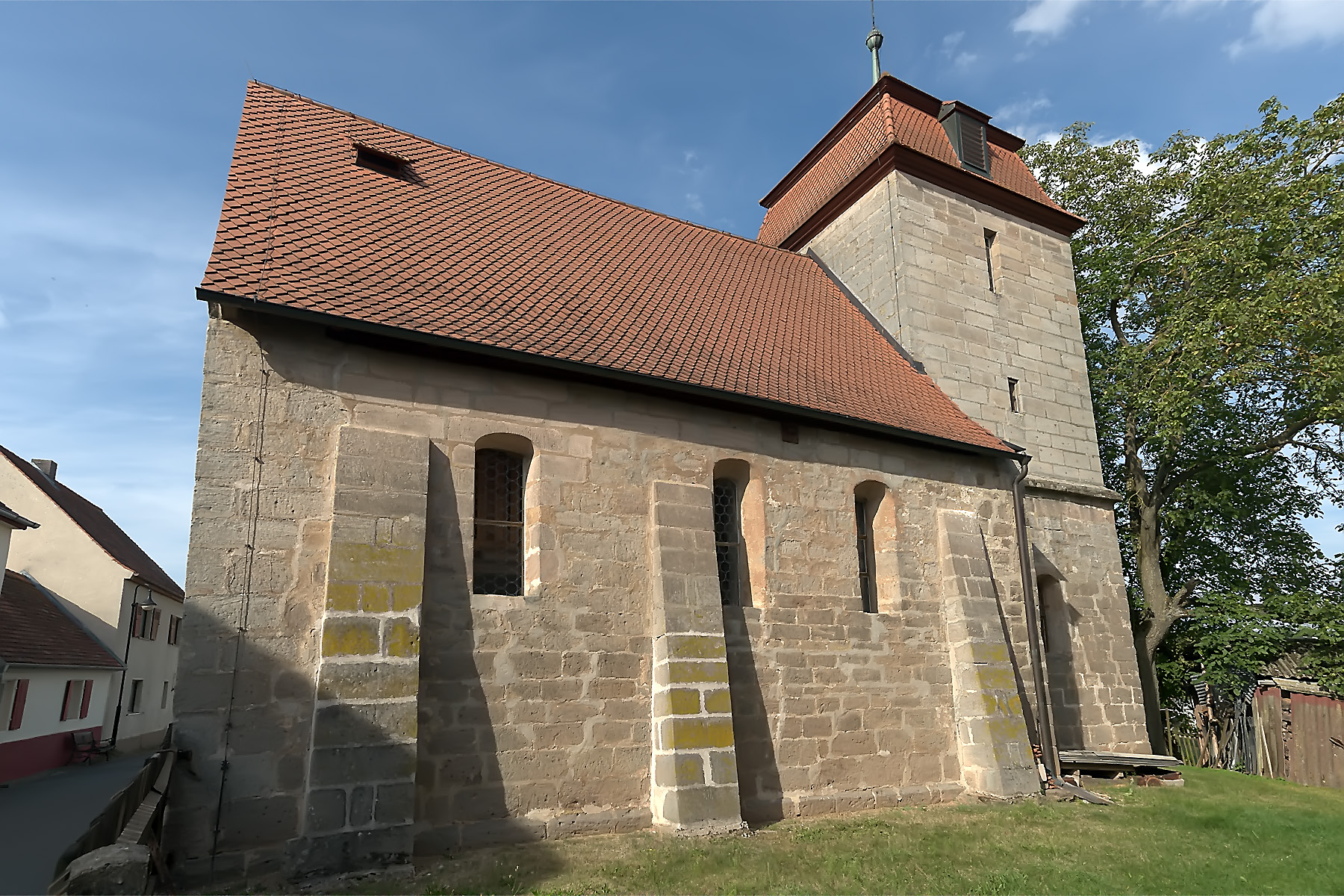
St. Martin

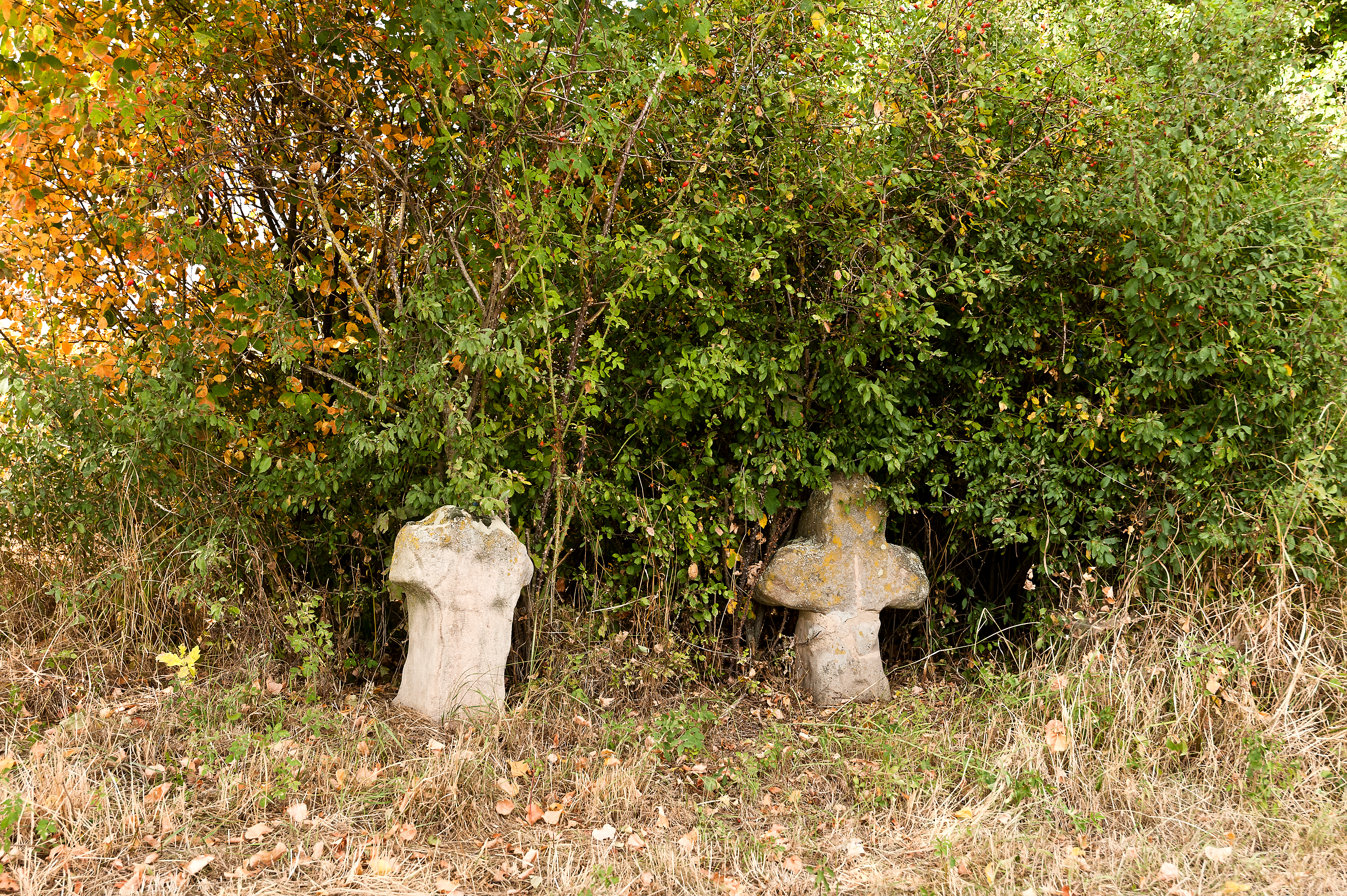
Roßendorfer Steinkreuze

Roßendorf (fränkisch: Rosn-doaf) ist ein Gemeindeteil des Marktes Cadolzburg im Landkreis Fürth (Mittelfranken, Bayern). Die Gemarkung Roßendorf hat eine Fläche von 11,923 km². Sie ist in 1448 Flurstücke aufgeteilt, die eine durchschnittliche Fläche von 8234,30 m² haben. In ihr liegen neben dem namensgebenden Ort die Gemeindeteile Gonnersdorf, Greimersdorf, Schwadermühle, Seckendorf und Waldhaus.

## Geographische Lage
Das Kirchdorf liegt 2,5 km westlich von Cadolzburg und ist unmittelbar von Acker- und Grünland mit vereinzeltem Baumbestand umgeben. Im Westen wird die Flur Holzfeld genannt. Im Nordwesten befinden sich die Steigweiher und der Große und Kleine Weiher, dahinter liegen die Waldgebiete Kammerholz und Birkenschlag. 0,75 km westlich liegt das Gemeindeholz, die Brühl und der Zimmermannsweiher, 1 km nordöstlich das Maienwegholz.
Die Kreisstraße FÜ 16 führt nach Gewerbegebiet Schwadermühle zur Staatsstraße 2409 (3,3 km nordöstlich) bzw. nach Stinzendorf (2 km südwestlich). Gemeindeverbindungsstraßen führen nach Gonnersdorf (0,7 km südlich) und, die Bundesstraße 8 überquerend, nach Horbach (2,3 km nördlich).

## Geschichte
1279 wurde der Ort als „Rozzendorf“ erstmals urkundlich erwähnt. Das Bestimmungswort des Ortsnamens ist der deutsche Personenname Razo oder der slawische Personenname Rosice. Nach den Wurzeln des Ortsnamens und dem Patrozinium des Hl. Martin von Tours entstand Roßendorf vermutlich schon im 8./9. Jahrhundert als Bestandteil des Königshofes und des Urpfarrsprengels Langenzenn. Um 1160 schenkte Eberhard von Riedfeld aus der Familie der Grafen von Raabs einen Hof in Roßendorf an das Schottenkloster St. Egidien in Nürnberg. 1225 bestätigte König Heinrich VII. diese Schenkung. Aus dieser Hube entstanden die Höfe Hausnummer 4–6.
Gegen Ende des 18. Jahrhunderts gab es in Roßendorf 16 Anwesen. Das Hochgericht übte das brandenburg-ansbachische Stadtvogteiamt Langenzenn aus. Die Dorf- und Gemeindeherrschaft hatte das brandenburg-ansbachische Kastenamt Cadolzburg. Grundherren waren das Kastenamt Cadolzburg (1 Hof, 2 Halbhöfe, 3 Güter, 1 Hirtenhaus), das Klosteramt Langenzenn (2 Halbhöfe, 1 Haus), die Heiligenstiftung Roßendorf (1 Gütlein), die Reichsstadt Nürnberg: Landesalmosenamt (3 Halbhöfe), Katharinenamt (1 Gut), der Nürnberger Eigenherr von Haller (1 Gut). 1801 gab es im Ort 14 Anwesen, von denen sieben dem Vogtamt Langenzenn und sieben Fremdherren unterstanden.
1379 stimmten Burggraf Friedrich V. und der Langenzenner Pfarrer Johann von Seckendorf einer Messstiftung zum ewigen Gedächtnis an Hans Koler aus Roßendorf zu. 1400 wurde Ulrich Seyfried zu Bürglein als „regirer der capellen sant Merteins czu Roßendorf“ genannt. Nach der Gründung des Augustiner-Chorherrenstifts Langenzenn 1409 wurde die Kapelle den Chorherren übertragen. Von der mittelalterlichen Ausstattung in der Kirche blieb der Martinsaltar aus dem Jahr 1511 erhalten. Nach dem Dreißigjährigen Krieg wurde die Kirche erneut aufgebaut und zwischen 1699 und 1680 ausgebessert bzw. erweitert. Die Neueinweihung erfolgte am 17. Juli 1681 zu Ehren der Heiligen Dreifaltigkeit. Der Marienaltar aus dem Jahr 1480 wurde während des Zweiten Weltkrieges in der benachbarten Cadolzburg eingelagert, kurz vor Kriegsende verbrannte er dort allerdings als die Cadolzburg in Flammen aufging.
Von 1797 bis 1808 unterstand der Ort dem Justiz- und Kammeramt Cadolzburg. Im Rahmen des Gemeindeedikts wurde 1808 Roßendorf dem Steuerdistrikt Steinach zugeordnet. Im selben Jahr entstand die Ruralgemeinde Roßendorf, zu der Gonnersdorf, Greimersdorf und Schwadermühle gehörten. Sie war in Verwaltung und Gerichtsbarkeit dem Landgericht Cadolzburg zugeordnet und in der Finanzverwaltung dem Rentamt Cadolzburg (1919 in Finanzamt Cadolzburg umbenannt). Ab 1862 gehörte Roßendorf zum Bezirksamt Fürth (1939 in Landkreis Fürth umbenannt). Die Gerichtsbarkeit blieb beim Landgericht Cadolzburg (1879 bis in das Amtsgericht Cadolzburg umgewandelt), seit dem 1. März 1931 wird sie vom Amtsgericht Fürth wahrgenommen. Die Finanzverwaltung wurde am 1. Januar 1929 vom Finanzamt Fürth übernommen. Die Gemeinde hatte 1964 eine Gebietsfläche von 9,260 km². Das Anwesen Waldhaus wurde zwischen 1925 und 1950 auf dem Gemeindegebiet errichtet.
Am 1. Juli 1972 wurde die Gemeinde Roßendorf im Zuge der Gebietsreform in Bayern nach Cadolzburg eingegliedert.

### Baudenkmäler
- evangelisch-lutherische Filialkirche St. Martin[16]
- Steinkreuze[16]

### Einwohnerentwicklung
Gemeinde Roßendorf
| Jahr      | 1818   | 1840   | 1852   | 1855   | 1861   | 1867   | 1871   | 1875   | 1880   | 1885   | 1890   | 1895   | 1900   | 1905   | 1910   | 1919   | 1925   | 1933   | 1939   | 1946   | 1950   | 1952   | 1961   | 1970   |
| Einwohner | 274    | 299    | 301    | 308    | 322    | 309    | 299    | 290    | 287    | 293    | 294    | 293    | 285    | 280    | 294    | 304    | 286    | 281    | 262    | 434    | 434    | 404    | 303    | 330    |
| Häuser    | 45     | 47     |        |        |        |        | 46     |        |        | 54     | 52     |        | 55     |        |        |        | 54     |        |        |        | 56     |        | 62     |        |
| Quelle    | [ 18 ] | [ 19 ] | [ 20 ] | [ 20 ] | [ 21 ] | [ 22 ] | [ 23 ] | [ 24 ] | [ 25 ] | [ 26 ] | [ 27 ] | [ 20 ] | [ 28 ] | [ 20 ] | [ 29 ] | [ 20 ] | [ 30 ] | [ 20 ] | [ 20 ] | [ 20 ] | [ 31 ] | [ 20 ] | [ 13 ] | [ 32 ] |

Ort Roßendorf
| Jahr      | 001818 | 001840 | 001861 | 001871 | 001885 | 001900 | 001925 | 001950 | 001961 | 001970 | 001987 |
| Einwohner | 100    | 104    | 138    | 109    | 118    | 119    | 123    | 186    | 118    | 106    | 110    |
| Häuser    | 17     | 20     |        |        | 22     | 22     | 25     | 24     | 25     |        | 30     |
| Quelle    | [ 18 ] | [ 19 ] | [ 21 ] | [ 23 ] | [ 26 ] | [ 28 ] | [ 30 ] | [ 31 ] | [ 13 ] | [ 32 ] | [ 1 ]  |

## Religion
Der Ort ist seit der Reformation evangelisch-lutherisch geprägt und bis heute in die Trinitatiskirche (Langenzenn) gepfarrt. Die Einwohner römisch-katholischer Konfession sind nach St. Otto (Cadolzburg) gepfarrt.
In der evangelischen Filialkirche finden in der Regel zwei Mal im Monat Gottesdienste statt. Um diese besichtigen zu können, soll man sich an den Wirt der benachbarte Gaststätte „Zur alten Schmiede“ wenden.